# Qūsheh Kand
Qūsheh Kand (persiska: قوشِه كَند, قُوشِه كَند, غُّشِه كَند, قُوجِه كَند) är en ort i Iran.   Den ligger i provinsen Zanjan, i den nordvästra delen av landet, 250 km väster om huvudstaden Teheran. Qūsheh Kand ligger 1 790 meter över havet och antalet invånare är 614.
Terrängen runt Qūsheh Kand är lite kuperad.Runt Qūsheh Kand är det ganska glesbefolkat, med 34 invånare per kvadratkilometer. Närmaste större samhälle är Qīdar, 11,1 km nordväst om Qūsheh Kand. Trakten runt Qūsheh Kand består i huvudsak av gräsmarker.